# Palaeotropus
Palaeotropus is een geslacht van zee-egels uit de familie Palaeotropidae.

## Soorten
- Palaeotropus josephinae Lovén, 1871
- Palaeotropus thomsoni (A. Agassiz, 1880)
- Palaeotropus uniporum Mironov, 2006